# San Vicente de Chucurí
San Vicente de Chucurí ist eine Gemeinde (municipio) im Departamento Santander in Kolumbien.

## Geographie
San Vicente de Chucurí liegt in der Provinz Mares in Santander auf einer Höhe von 693 Metern ungefähr 94 km von Bucaramanga entfernt. An die Gemeinde grenzen im Norden Betulia, im Westen Barrancabermeja, im Süden El Carmen de Chucurí und im Osten Zapatoca und Galán.

## Bevölkerung
Die Gemeinde San Vicente de Chucurí hat 35.121 Einwohner, von denen 13.864 im städtischen Teil (cabecera municipal) der Gemeinde leben (Stand: 2019).

## Geschichte
Die Stadt wurde 1867 unter dem Namen Angostura gegründet. 1887 wurde San Vicente de Chucurí zur Gemeinde ernannt. Sein Wachstum und seine Entwicklung entsprachen dem der meisten kolumbianischen Dörfer nach der Befreiung von den spanischen Eroberern in der kolumbianischen Revolution. Die Entwicklung folgte der Schaffung einer Kirche als Machtzentrum, Zentrum des Glaubens und Treffpunkt, in dessen Umfeld die neuen Siedler des Landes Häuser errichteten.
Herausragende Bestandteile dieses Entwicklungsprozesses in San Vicente de Chucurí sind:
1878 Gründung der ersten Kirche San Vicente Ferrer.
1908 Ankunft des Telegrafen.
1916 Ankunft des Telefons.
1925 Bau des Aquäduktes und der elektrischen Anlage.
1932 Der Bau der Straße nach Barrancabermeja wird abgeschlossen.
1985 wird El Carmen de Chucurí von San Vicente abgespalten und als Gemeinde anerkannt.

## Wirtschaft
Der wichtigste Wirtschaftszweig ist die Landwirtschaft.

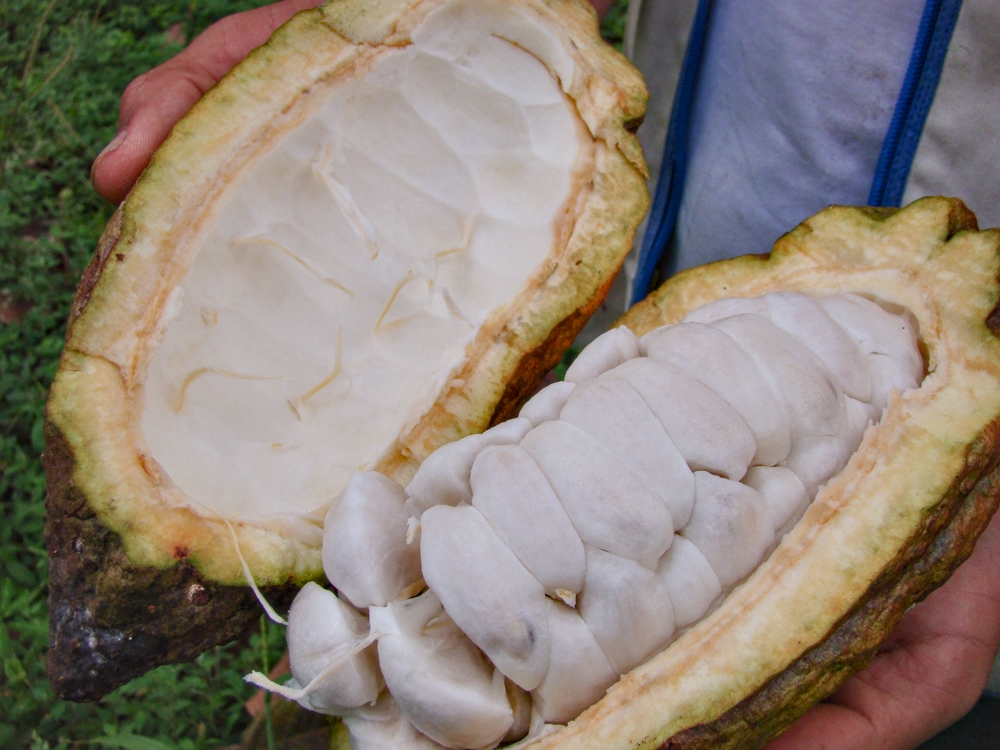
Frucht des Kakaobaums

### Kakao
In San Vicente de Chucurí wird insbesondere Kakao angebaut, weswegen die Stadt den inoffiziellen Titel Capital Cacaotera de Colombia (Kakao-Hauptstadt Kolumbiens) trägt. San Vicente de Chucuri ist die Gemeinde mit der größten Kakaoproduktion im Departamento Santander und der größte Produzent in ganz Kolumbien. Dieses Produkt macht 60 % der gesamten landwirtschaftlichen Produktion aus, die auf dem Gemeindegebiet erzielt wird (7.000 Tonnen jährlich).
Die wichtigsten Anbaugebiete sind: Llana Fría, Santa Inés, La Esmeralda, Campo Hermoso, Mérida, El Centro, Palestina, Nuevo Mundo, Guadual, El León, Ceibal, Aguablanca, El Pertrecho und La Esperanza.

### Avocado
Die Avocado von San Vicente de Chucurí ist national bekannt und für ihren Geschmack und ihre Qualität berühmt. Nach dem Kakao ist es das Hauptprodukt der Gemeinde, von dem 200 Tonnen pro Jahr produziert werden. Die wichtigsten Anbaugebiete sind Santa Rosa, Primavera, El Ceibal, León und Llana Fría.
Des Weiteren gibt es Erdöl-, Erdgas- und Kohleförderung sowie Rinderproduktion.